# DRESS-Syndrom
Das DRESS-Syndrom, Akronym für Drug Rash with Eosinophilia and Systemic Symptoms, ist ein Arzneimittelexanthem mit Eosinophilie und systemischen Manifestationen. Es handelt sich um eine seltene Arzneimittelreaktion mit Fieber, Hautausschlag, Anstieg der Leberwerte mit unterschiedlich schwerem Verlauf bis zur Letalität. Häufige Auslöser waren früher Carbamazepin und Phenytoin.
Synonyme sind: Syndrom der Medikamentenreaktion mit Eosinophilie und systemischen Symptomen; Carbamazepin-Phenytoin-Hypersensitivitäts-Syndrom; DIDMOH; DIHS; Hypersensitivitäts-Syndrom; HSS; englisch drug hypersensitivity syndrome; drug induced delayed multiorgan hypersensitivity syndrome; drug-induced hypersensitivity syndrome; drug reaction with eosinophilia and systemic symptoms
Die Erstbeschreibung stammt aus dem Jahre 1959 durch die US-amerikanischen Dermatologen Sidney L. Saltzstein und Lauren V. Ackermann.
Der Begriff „DRESS“ wurde durch den französischen Dermatologen H. Bocquet und Mitarbeiter im Jahre 1996 geprägt.

## Verbreitung und Ursache
Die Häufigkeit ist nicht bekannt.
Die häufigsten Auslöser sind Antikonvulsiva, Abacavir, Allopurinol, Dapson, Minocyclin, Modafinil, Nevirapin, Olanzapin, Strontiumranelat, Sulfonamide, Vancomycin, Ziprasidon.
Diskutiert wird eine Reaktivierung von Humanem Herpesvirus 6 sowie genetische Disposition. Es kann weiterhin bei der Behandlung mit Vemurafenib auftreten.:

## Klinische Erscheinungen
Klinische Kriterien sind:
- generalisiertes Exanthem, Fieber, Ödeme im Gesicht
- Eosinophilie, Lymphozytose, Thrombozytopenie
- vergrößerte Lymphknoten
- Beteiligung innerer Organe wie Hepatitis, Nephritis, Pneumonie, Perikarditis, Myokarditis
- Beginn meist 1–6 Wochen nach Einnahme des Medikamentes
- Fortbestehen bis mehrere Wochen nach Absetzen

Die Mortalität liegt bei 10 %.

## Differentialdiagnose
Abzugrenzen sind:
- Stevens-Johnson-Syndrom
- Toxische epidermale Nekrolyse
- makulo-papulöses Arzneimittelexanthem
- Eosinophile Zellulitis (Wells-Syndrom)
- Akute generalisierte exanthematische Pustulose
- Staphylococcal Scalded Skin Syndrome
- EMPACT

## Therapie
Zur Behandlung stehen neben Absetzen des Auslösers Steroide und Antihistaminika zur Verfügung.